# Sandra Dahlberg
Sandra Marlene Marie Dahlberg, född 13 mars 1979 i Klimpfjäll i Vilhelmina församling, är en svensk sångerska av samiskt ursprung, som slog igenom i dokusåpan Fame Factory 2003. 

## Biografi
Dahlberg har gått en treårig estetisk linje med inriktning musik på Tannbergsskolan i Lycksele åren 1995–1998. Hon har också gått på Mellansels folkhögskola samt på gymnasielärarutbildningen Svenska och Kommunikation på Umeå universitet 2002–2003.
Hon sjunger en blandning av folkmusik och popmusik. Dahlberg har haft hits som "Kom hem hel igen" och "Här stannar jag kvar" som hon medverkade med i Melodifestivalen 2004. Låten hamnade på åttonde plats i finalen. I Melodifestivalen 2006 deltog hon återigen, denna gång med låten "Jag tar det jag vill ha", men denna gång gick det sämre. Låten slutade på femte plats i deltävling 4, vilket innebär att man inte går vidare vare sig till andra chansen eller till finalen. 2004 släpptes albumet Här stannar jag kvar.
Sommaren 2008 var Sandra Dahlberg programledare för Hej hej sommar i Sveriges Television.
Våren 2009 deltog hon som tävlande i TV4:s Hjälp! Jag är med i en japansk tv-show.
Dahlberg släppte under 2009 låten "Ta på mig". Första officiella framträdandet med låten skedde i TV4:s allsångsshow Lotta på Liseberg.
Dahlberg har även periodvis arbetat som undersköterska inom åldringsvården (se t.ex. Monica Zaks biografi om Sandra, När jag var tretton blev jag same).
Hon arbetar som vinstutdelare för Postkodlotteriet sedan 2009 och var programledare för Postkodkampen 2010 tillsammans med Rickard Sjöberg och Kim Kärnfalk.
2016 var hon programledare för "Huset fullt med pengar"
Hon har en son tillsammans med sångaren Jimmy Jansson. De två träffades när de deltog i samma säsong av Fame Factory. De separerade i början av 2010. Tillsammans med dansaren Mathias Singh har hon en dotter född 2014.